# Arthur Bertrand de Broussillon
Le comte Laurent Arthur Bertrand de Broussillon (né le 28 mars 1841 à Paris, mort le 2 février 1914 au Mans dans la Sarthe) est un historien français.

## Biographie
Élève de l'École des chartes, il y obtient en 1866 le diplôme d'archiviste paléographe grâce à une thèse sur la Diplomatique de saint Léon IX. Après une brève carrière dans l'administration préfectorale de la Sarthe en qualité de conseiller, il choisit de se consacrer à la recherche historique.
Ses travaux portent surtout sur l'histoire des provinces du Maine et d'Anjou. Il publie de nombreux articles dans les mémoires des sociétés savantes et dans des revues du Mans et de Laval, notamment dans la Revue historique et archéologique du Maine, dans le Bulletin de la Société d'agriculture de la Sarthe, dans l'Union historique et littéraire du Maine, dans la Province du Maine et dans le recueil de la Commission historique et archéologique de la Mayenne.

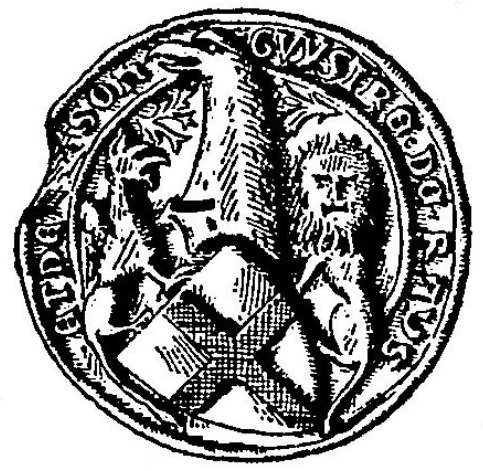
Sceau de Guy de Laval-Retz, gravure dans La Maison de Laval d'Arthur Bertrand de Broussillon.

Ses études les plus importantes ont pour objet l'histoire généalogique des principales familles féodales de la région comme Sigillographie des Seigneurs de Laval (1095-1605), La maison de Craon (1050-1480), La maison de Laval (1020-1605). Cette dernière lui vaut la première médaille au concours des Antiquités de la France.
Après avoir été membre en 1900 de la Société historique et archéologique du Maine, il en devient président jusqu'à sa mort.

## Publications
- Arthur Bertrand de Broussillon et Paul de Farcy, Sigillographie des seigneurs de Laval, 1095–1605, Mamers, G. Fleury et A. Dangin, 1888, 152 p. (lire en ligne).
- Arthur Bertrand de Broussillon et Paul de Farcy, « Sigillographie des Seigneurs de Craon », Bulletin de la Commission historique et archéologique de la Mayenne, 2e série, t. 2,‎ 1890, p. 597–666 (lire en ligne).
- Arthur Bertrand de Broussillon (éd.) (ill. Paul de Farcy), La Maison de Craon, accompagnée du Cartulaire de Craon, t. I et II, Paris, Alphonse Picard et fils, 1893, 400 p. (présentation en ligne, lire en ligne) (lire en ligne adresses IP États-Unis seulement).
- Arthur Bertrand de Broussillon et Paul de Farcy, Cartulaire de Saint-Victeur, au Mans, prieuré de l'abbaye du Mont-Saint-Michel (994-1400) : complété avec des dessins et une table, Paris, Alphonse Picard et fils, 1895, 152 p. (lire en ligne).
- Arthur Bertrand de Broussillon et Eugène Vallée, Cartulaire de l'évêché du Mans : 936–1790 : avec une table alphabétique des noms, vol. I, Le Mans, Société historique de la province du Maine, coll. « Archives historiques du Maine », 1900 (lire en ligne).
- Gabriel Jules Cosnac, Arthur Bertrand de Broussillon et Edouard Pontal, Mémoires du Marquis de Sourches sur le règne de Louis XIV, t. I–XIII, Paris, Hachette, 1882–1893 (lire en ligne).
- Arthur Bertrand de Broussillon ( éd.) (ill. Paul de Farcy), La maison de Laval, 1020-1605. Étude historique accompagnée du cartulaire de Laval et de Vitré, t. I : Les Laval, 1020-1264, Paris, Alphonse Picard et fils, 1895, XVI-320 p. (lire en ligne).
- Arthur Bertrand de Broussillon ( éd.) (ill. Paul de Farcy), La maison de Laval, 1020-1605. Étude historique accompagnée du cartulaire de Laval et de Vitré, t. II : Les Montmorency-Laval, 1264-1412, Paris, Alphonse Picard et fils, 1898 (lire en ligne).
- Arthur Bertrand de Broussillon ( éd.) (ill. Paul de Farcy), La maison de Laval, 1020-1605. Étude historique accompagnée du cartulaire de Laval et de Vitré, t. III : Les Montfort-Laval, 1412-1501, Paris, Alphonse Picard et fils, 1900 (lire en ligne).
- Arthur Bertrand de Broussillon ( éd.) (ill. Paul de Farcy), La maison de Laval, 1020-1605. Étude historique accompagnée du cartulaire de Laval et de Vitré, t. IV : Les Montfort-Laval et leurs cadets, 1501-1605, Paris, Alphonse Picard et fils, 1902, 417 p. (lire en ligne).
- Arthur Bertrand de Broussillon ( éd.) (ill. Paul de Farcy), La maison de Laval, 1020-1605. Étude historique accompagnée du cartulaire de Laval et de Vitré, t. V : Nouvelles recherches. Table des noms, Paris, Alphonse Picard et fils, 1903, 307 p. (lire en ligne).
- Arthur Bertrand de Broussillon et Eugène Philippe Lelong, Cartulaire de l'abbaye de Saint-Aubin d'Angers, Angers, Germain et Grassin, coll. « Documents Historiques sur l'Anjou », 1903 :
  - Arthur Bertrand de Broussillon et Eugène Philippe Lelong, Cartulaire du XIIe siècle. 769-vers 1175, t. I, Angers, Germain et Grassin, 1903 (lire en ligne).
  - Arthur Bertrand de Broussillon et Eugène Philippe Lelong, Chartes complémentaires. 808-1200, t. II, Angers, Germain et Grassin, 1903 (lire en ligne).
  - Arthur Bertrand de Broussillon et Eugène Philippe Lelong, Table des noms de personnes et de lieux, t. III, Angers, Germain et Grassin, 1903 (lire en ligne).
- Arthur Bertrand de Broussillon et Eugène Vallée, Documents inédits pour servir à l'histoire du Maine au XIVe siècle : avec une table alphabétique des noms, vol. I, Le Mans, Société historique de la province du Maine, coll. « Archives historiques du Maine », 1905, 597 p. (lire en ligne).
- Arthur Bertrand de Broussillon et Eugène Vallée, Cartulaire de l'évêché du Mans, 965-1786 : avec une table alphabétique des noms, vol. IX, Le Mans, Société historique de la province du Maine, coll. « Archives Historiques du Maine », 1908, 317 p. (lire en ligne).